# Чёрные кодексы
Чёрные кодексы (Black Codes) — законодательные акты, дискриминирующие негров в США, распространенные во многих штатах в XIX в. Хотя они были приняты как в южных, так и в северных штатах ещё до гражданской войны, термин преимущественно относится к законодательству Южных штатов (бывших участников Конфедерации), принятому в период «Реконструкции Юга» после запрещения рабовладельческой системы по итогам войны 1861—1865 гг. «Черные кодексы» не следует путать с законами о расовой сегрегации, которые были приняты уже после Реконструкции, когда «черные кодексы» были отменены.
В первой половине XIX в. с развитием движения аболиционистов и ростом афроамериканского населения на Севере за счёт массового бегства рабов из южных штатов среди жителей северных штатов нарастали опасения относительно конкуренции дешевых трудовых ресурсов. Поэтому принятая в 1851 г. конституция штата Индиана гласила: «Ни одному негру или мулату не разрешается проникать на территорию штата или селиться на ней после принятия настоящей конституции». Как и на Юге, здесь запрещались браки между белыми и цветными. Аналогичные законы были приняты в 1840-х — 1850-х гг. в Иллинойсе и Мичигане.
Уже после гражданской войны законы штата Техас определяли как цветного каждого гражданина, среди предков которого не менее одной восьмой части негроидной расы (то есть хотя бы один из четверых прадедов или четверых прабабок). Обычно «Черные кодексы» вводили следующие ограничения прав цветных:
- на свободу выбора работодателя, что вынуждало негров работать за мизерную плату у бывших рабовладельцев,
- на свободу передвижения,
- на права на владение землёй или её аренду,
- допускали использование принудительного труда негритянских детей,
- запрещали неграм проводить митинги и собрания,
- носить оружие,
- вступать в браки с белыми,
- голосовать и быть избранными в органы власти,
- свидетельствовать против белых в суде,
- служить в качестве присяжных и в милиции штата.

Предусматривалось также создание специальных судов для рассмотрения дел о преступлениях, совершенных неграми. Некоторые штаты ограничивали и набор профессий, которые было возможно получать цветным. В основе «Черных кодексов» лежали принятые в довоенное время законы Юга о рабах, но, в отличие от них «черные кодексы» не так широко предусматривали телесные наказания.
В частности законы штата Миссисипи гласили:

Негры ежегодно обязаны заключать письменные контракты на труд; если они не выполняют свои обязанности, их работодатель удерживает их заработную плату за год. Когда от них того требуют, негры обязаны предъявлять лицензии (в городах — за подписью мэра, в прочих населённых пунктах — подписанные членом местного органа власти или полиции), в которых должно быть указано место жительства и подтверждено их право на работу. Уклоняющиеся от трудовых обязанностей должны быть подвергнуты аресту и возвращены нанимателю. Граждане, задержавшие и доставившие негров, уклоняющихся от работы, к нанимателю, получают по пять долларов на голову и компенсацию за транспортные расходы. Агитация среди негров бросать работу или помощь едой уклоняющимся от работы наказывается штрафом или тюремным заключением. Подростков следует отдавать в ученичество, если юношам ещё не исполнилось 21 года, а девушкам — 18 лет. Телесные наказания, которым отцы подвергают своих детей, могут быть применены мастерами по отношению к ученикам. За бродяжничество следует штрафовать, а если штраф не может быть выплачен, бродяги должны быть привлечены к труду, плата за который идет в уплату штрафа. Негры не имеют права на ношение ножей или огнестрельного оружия, если не имеют на это специальной лицензии. Спаивание или продажа спиртных напитков неграм карается штрафом в 50 долларов и тюремным заключением на 30 дней. Если негры не могут уплатить штраф и судебные издержки, шериф должен привлечь их к общественным работам на минимальной заработной плате… Оригинальный текст (англ.)Negroes must make annual contracts for their labor in writing; if they should run away from their tasks, they forfeited their wages for the year. Whenever it was required of them they must present licenses (in a town from the mayor; elsewhere from a member of the board of police of the beat) citing their places of residence and authorizing them to work. Fugitives from labor were to be arrested and carried back to their employers. Five dollars a head and mileage would be allowed such negro catchers. It was made a misdemeanor, punishable with fine or imprisonment, to persuade a freedman to leave his employer, or to feed the runaway. Minors were to be apprenticed, if males until they were twenty-one, if females until eighteen years of age. Such corporal punishment as a father would administer to a child might be inflicted upon apprentices by their masters.   Vagrants were to be fined heavily, and if they could not pay the sum, they were to be hired out to service until the claim was satisfied. Negroes might not carry knives or firearms unless they were licensed so to do. It was an offence, to be punished by a fine of $50 and imprisonment for thirty days, to give or sell intoxicating liquors to a negro. When negroes could not pay the fines and costs after legal proceedings, they were to be hired at public outcry by the sheriff to the lowest  bidder....

Аналогичные законы Южной Каролины:

В Южной Каролине цветных, нанятых на работу, называют прислугой, а их нанимателей — хозяевами. На фермах часы их работы определяются как светлое время суток: ежедневно от восхода до заката за исключением воскресенья. Негры должны вставать с постели на рассвете. Потерянное время вычитается из их заработка, так же как стоимость питания и ухода в случае болезни. В воскресенье отсутствующие обязаны возвращаться на плантацию до заката. Домашняя прислуга должна являться по вызову в любое время дня и ночи все семь дней в неделю. Она должна быть особенно вежлива с хозяевами, их семьями и гостями и в таком случае с ними будут также обходиться вежливо и любезно. Телесные и прочие наказания допустимы только по приказу судьи или иного представителя местной власти. Против бродяжничества должны быть приняты суровые законы, чтобы удержать негров от жизни на дорогах в качестве воров и нищих.Оригинальный текст (англ.)In South Carolina persons of color contracting for service were to be known as "servants," and those with whom they contracted, as "masters." On farms the hours of labor would be from sunrise to sunset daily, except on Sunday. The negroes were to get out of bed at dawn. Time lost would be deducted from their wages, as would be the cost of food, nursing, etc., during absence from sickness. Absentees on Sunday must return to the plantation by sunset. House servants were to be at call at all hours of the day and night on all days of the week. They must be "especially civil and polite to their masters, their masters' families and guests," and they in return would receive "gentle and kind treatment." Corporal and other punishment was to be administered only upon order of the district judge or other civil magistrate. A vagrant law of some severity was enacted to keep the negroes from roaming the roads and living the lives of beggars and thieves.

В 70-х годах XIX века в ряде штатов «Чёрные кодексы» были формально отменены, однако положения, аналогичные тем, которые в них содержались, были включены в конституции и уголовные законы. В частности, отменялись ограничения на право голоса, на владение собственностью и некоторые другие.